# 城立寺 (江戸川区)

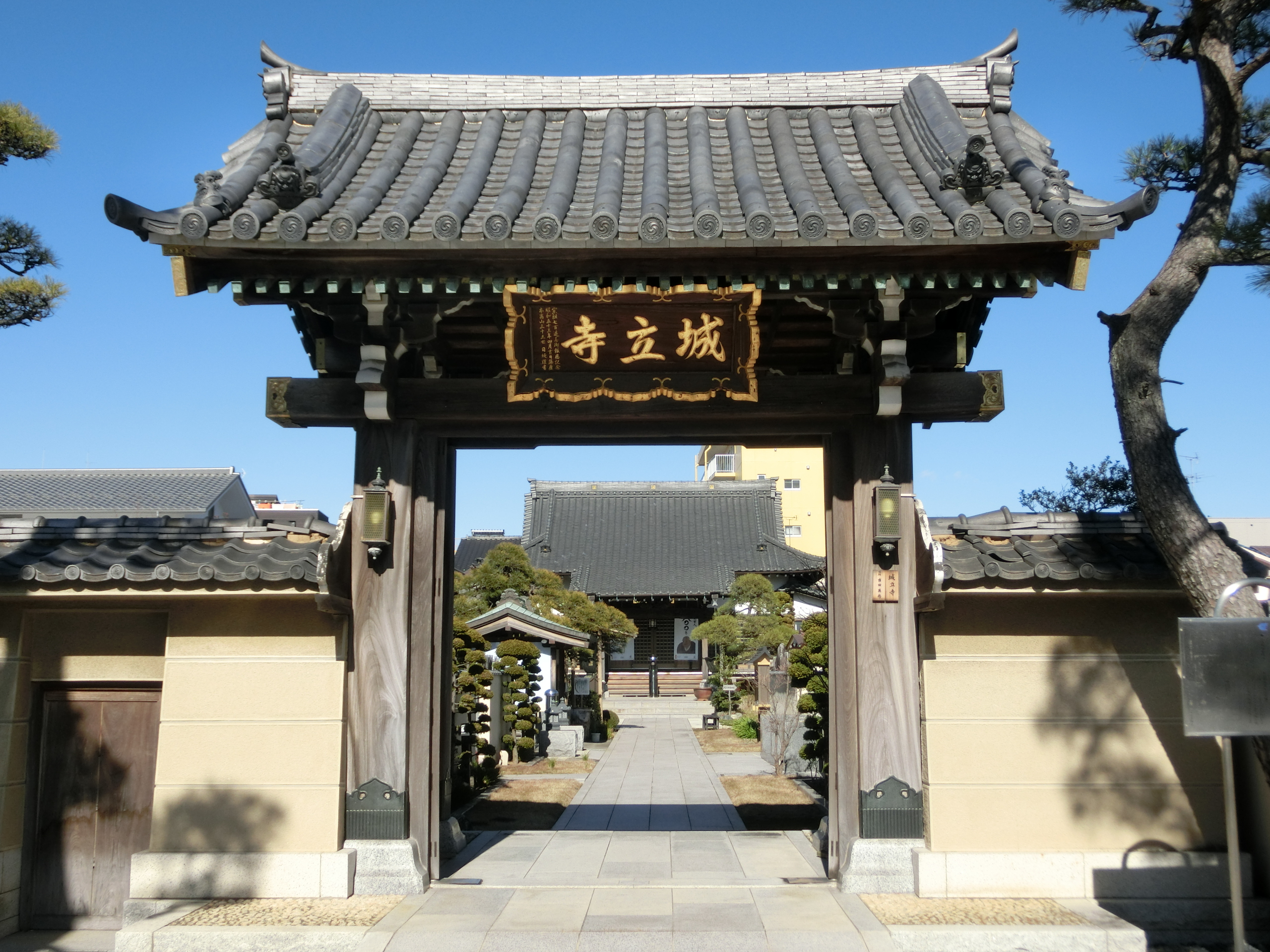
城立寺

城立寺（じょうりゅうじ）は、東京都江戸川区春江町にある日蓮宗の寺院。別名椿寺、山号は本高山。旧本山は松戸市平賀本土寺、奠師法縁（奠統会）。伝伝教大師最澄作の鬼子母神像を祀る。

## 歴史
元和2年（1616年）善立院日念（寛文7年没）が開山、田嶋図書（一之江新田を開拓。正善院日慶、寛永20年没）が開基。

## 文化財等
- 田島図書の墓 - 江戸川区登録史跡[1]。
- 石造釈迦如来坐像 - 田島八郎兵衛尉重信が祖先の菩提供養と衆生利益のため寛永3年（1663年）に寄進したもので江戸川区登録有形文化財・彫刻[1]。
- 四脚門 - 元文元年（1736年）の建立であるが簡素ながら江戸時代初期の様式を示す[2]。
- 鐘楼 - 梵鐘は元禄7年藤原正次の鋳造で田島伝左衛門が寄進したものであったが太平洋戦争の金属供出で失われた[2]。

## 関連文献
- 「一之江新田 城立寺」『新編武蔵風土記稿』 巻ノ28葛飾郡ノ9、内務省地理局、1884年6月。NDLJP:763979/55。